# Schismatoglottis mayoana
Schismatoglottis mayoana är en kallaväxtart som beskrevs av Josef Bogner och Mitsuru Hotta. Schismatoglottis mayoana ingår i släktet Schismatoglottis och familjen kallaväxter. Inga underarter finns listade.